# 1998年中国水灾
1998年中国洪水，主要是指該年夏天在中国的长江、松花江、嫩江等主要江河的干支流发生的特大洪水。据中国官方统计，1998年全年全国洪水共造成4150人死亡，直接经济损失2551亿元人民币。其中，1998年的夏季洪水受灾人口超2亿人、共造成3000余人死亡，是中华人民共和国历史上最重大的水灾之一，同时因為長江灾情最為嚴重故又稱1998年長江大水。1998年的长江洪灾是继1931年江淮大水、1954年长江洪水后，长江在20世纪的第三次全流域型大洪水（仅次于1954年），而松花江、嫩江的洪水则是150年来最严重的大洪水。中国官方最终统计1998年夏季洪水死亡人数为3656人，但外界对官方数据的真实性存在质疑和争议。
这次洪水暴露出许多质量低劣的水利工程，被国务院总理朱镕基斥责为「豆腐渣工程」，也引发了公众对于“围湖造田”等环境保护问题的讨论。中国政府方面也罕见承认土地的错误使用是导致洪灾的原因之一，并承诺进行政策调整。此次洪灾中，时任国务院副总理温家宝担任国家防汛抗旱总指挥部总指挥，大批解放軍和武警官兵參與了抗洪搶險，被中国官方誉为“九八抗洪”。

## 起因
1998年中国气象有一些异常。对于气象异常的原因，中国水利部编写的《中国'98大洪水》有这样的分析：
- 1997年至1998年聖嬰現象（英语：1997–1998 El Niño Event），赤道东太平洋附近水温异常升高，使得中国的北方和长江一带形成了两个大的降雨区。
- 欧亚高原和青藏高原上的积雪较多。
- 1998年7月中旬开始，西太平洋副热带高压突然南退，位置偏南偏西，这是十分不正常的，造成了长江上游一带暴雨现象发生极为频繁。
- 1998年6月到8月，乌拉尔山、贝加尔湖和鄂霍茨克海三个地区出现阻塞高压形势，造成西伯利亚的冷空气较易南下，这也是长江一带多雨的原因之一。

## 过程

### 长江
1998年，长江上游一共出现了8次洪峰，中下游也爆发洪水，最终成为全流域大洪水。
- 6月12日至6月27日，强降水主要集中在江南北部地区，平均降水总量为250-600mm，其中部分地区在600mm以上，有些地区降水总量达800-1000mm，较常年同期水平增加1-3倍。[20]鄱阳湖水系爆发洪水，抚河、昌江、信江水位超高（超过历史最高水位）。洞庭湖水系也发生了洪水。这两个湖的洪水流入了长江，28日起，长江中下游监利以下全线超过警戒水位[21]。
- 6月28日至7月20日，亚热带高压自西向北移动[22]，汉江中上游、重庆、四川盆地以及川江的沿江地区相继出现大到暴雨，部分地区大暴雨，平均总降水量为150~300mm[20]。7月初长江干流出现第一次洪峰，再加上鄱阳湖等水系的洪水，4日以后中下游干流监利、武穴和九江站先后出现超历史纪录的水位。7月5日以后，长江流域的主要雨带移至上游地区，至18日宜昌出现第二次洪峰。受上游持续不断来水的影响，长江中下游干流宜昌以下水位缓退后返涨，再次全线突破警戒水位[21]。
- 7月21日至7月31日，亚热带高压从南向东减弱，长江中下游开始出现持续性大范围强降水。长江流域大部分地区的降水量从90mm增加到300mm。湖南西北部、江西北部、湖北南部降水量达300-500mm，局部地区降水量超过800mm，最大降水量为911mm。[22]24日以后，随着长江干流第三次洪峰的到来和中下游来水的急剧增加，石首以下多个水文站相继出现超历史纪录的洪水位；武汉、黄石、安庆、大通等站的水位列有水文纪录以来的第二位（仅次于1954年的洪水位）[21]。
- 8月，长江上游降水量持续增加，上游月降水量为150-250mm，部分地区超过300mm[22]。8日和13日，随着长江第四次、第五次洪峰的到来，同时在清江来水的影响下（第四次洪峰期间），沙市站两度超过1954年的历史最高水位[21]。16日，1998年长江最大的第六次洪峰在宜昌出现了，流量63300立方米/秒[23]（或63600立方米/秒[21][24]），并与清江、洞庭湖和汉江洪水相遭遇，使得从宜昌到武汉的各水文站先后达到1998年的最高水位。期间处于准备状态的荆江分洪工程虽未正式运用，但隔河岩水电站、丹江口水库等水利工程进行错峰调度或停止泄洪，使得区间各水文站的水位有着不同程度的降低。下旬，出现了最后两次也就是第七次和第八次洪峰，虽然在长江上游寸滩站、三峡区间的清溪场和万县站分别达到了1998年的最大洪峰流量，但是由于中下游降水减少，加上葛洲坝水利枢纽、隔河岩水电站等水利工程的拦蓄和错峰，对中下游地区的影响小于此前的洪峰[21]。
- 9月，随着第八次洪峰的退去，以及降雨的逐渐减弱、结束，湖泊和水库的调蓄水量逐渐回吐和下泄，长江中下游干流各站的水位从2日开始缓慢回落，监利至螺山等站至6到8日先后退落到保证水位之下。至29日，中下游全线退出警戒水位[21]。

以下是长江8次洪峰在三峡坝址及宜昌的最大流量（立方米/秒）及相应出现日期：
|                  | 一号洪峰 | 二号洪峰 | 三号洪峰 | 四号洪峰 | 五号洪峰 | 六号洪峰 | 七号洪峰 | 八号洪峰 |
| ---------------- | -------- | -------- | -------- | -------- | -------- | -------- | -------- | -------- |
| 最大流量出现日期 | 7月2日   | 7月17日  | 7月24日  | 8月7日   | 8月12日  | 8月16日  | 8月25日  | 8月31日  |
| 三峡坝址最大流量 | 51000    | 57700    | 52800    | 58000    | 61000    | 61000    | 57800    | 59300    |
| 宜昌最大流量1    | 54500    | 55900    | 51700    | 63200    | 62600    | 63300    | 56100    | 56800    |
| 宜昌最大流量2    | 53500    | 56400    | 52000    | 61500    | 62800    | 63600    | 56300    | 57400    |

注：1中华人民共和国水利部发行的《水情年报》等资料提供的数据；2中华人民共和国湖北省人民政府发行的《湖北政报》等资料提供的数据。

#### 主要水文站洪峰水位比较
以下是长江8次洪峰在干流主要水文站（及洞庭湖城陵矶、鄱阳湖湖口控制站）的水位；粗体为1998年最高水位：
| (7月4日) |

| (7月15日) |

| (7月22日) |

| (8月4日) |

| (8月8日) |

| (8月16日) |

| (8月23日) |

| (8月29日) |

| (7月3日) |

| (7月18日) |

| (7月24日) |

| (8月7日) |

| (8月12日) |

| (8月17日) |

| (8月25日) |

| (8月31日) |

| (7月3日) |

| (7月18日) |

| (7月25日) |

| (8月8日) |

| (8月13日) |

| (8月17日) |

| (8月26日) |

| (8月31日) |

| (7月3日) |

| (7月18日) |

| (7月25日) |

| (8月8日) |

| (8月13日) |

| (8月17日) |

| (8月26日) |

| (8月30日) |

| (7月4日) |

| (7月18日) |

| (7月26日) |

| (8月9日) |

| (8月13日) |

| (8月17日) |

| (8月26日) |

| (8月30日) |

| (7月6日) |

| (7月20日) |

| (7月27日) |

| (8月9日) |

| (8月13日) |

| (8月20日) |

| (9月1日) |

| (7月6日) |

| (7月20日) |

| (7月27日) |

| (8月9日) |

| (8月13日) |

| (8月20日) |

| (9月1日) |

| (7月6日) |

| (7月20日) |

| (7月27日) |

| (8月9日) |

| (8月12日) |

| (8月20日) |

| (8月28日) |

| (9月1日) |

| (7月5日) |

| (7月22日) |

| (7月29日) |

| (8月10日) |

| (8月14日) |

| (8月20日) |

| (8月28日) |

| (9月2日) |

| (7月6日) |

| (7月23日) |

| (8月1日) |

| (8月9日) |

| (8月15日) |

| (8月20日) |

| (8月29日) |

| (9月3日) |

| (8月2日) |

| (8月10日) |

| (8月20日) |

| (8月2日) |

| (8月10日) |

| (8月22日) |

| (7月4日) |

| (7月31日) |

| (8月22日) |

| (8月2日) |

| (8月22日) |

| (8月2日) |

| (8月23日) |

| (8月2日) |

| (8月24日) |

| (7月29日) |

| (8月24日) |

| (8月24日) |

注：①超原历史最高水位纪录，当年居历史第一位；②仅次于1954年，当年居历史第二位；另外“-”表示无相关资料或没有明显峰现（缓退）。

### 西江、闽江
- 6月，西江（珠江流域）发生洪水，原因是上游干流、支流来水和流域内降雨。为西江20世纪以来仅次于1915年的第二大洪水，干流梧州水文站实测最大流量52900立方米/秒，重现期超过100年，居历史实测第二位[30]。
- 6月中、下旬，闽江支流流域发生暴雨，造成闽江干流水位上升，出现洪水。为闽江流域20世纪以来的最大洪水，干流竹岐水文站实测洪峰流量达33800立方米/秒，洪水频率接近百年一遇，居历史实测洪水第一位[31]。

### 松花江、嫩江
- 6月18日至24日，嫩江上游干流及支流诺敏河流域普降中到大雨，局部暴雨，造成第一次洪水[32]。
- 7月24日至29日，嫩江中游齐齐哈尔至大赉区间右岸支流雅鲁河、绰尔河、洮儿河流域普降大雨，部分地区暴雨，引发第二次洪水，嫩江干流江桥水电站出现建站以来至当时的实测最高水位[32]。
- 8月4日至14日，嫩江流域出现大范围的强降雨，引发嫩江第三次洪水以及松花江干流洪水[32]。松花江干流哈尔滨水文站最高水位120.89米（22日），最大洪峰流量16600立方米/秒（19日），均超过历史记录，为水文站建站以来第一位特大洪水，洪水重现期约100年。至9月23日哈尔滨水位降至警戒水位以下[33]。

## 降水量

### 长江流域
长江流域面平均降雨量为670mm（1998年6月到8月），比多年同期平均值偏多37.5%。

### 松花江流域
松花江上游的嫩江流域面平均降雨量577mm（1998年6月到8月），比多年同期平均值偏多79.2％。

## 灾情统计

### 官方数据
1998年的洪水范围广，持续时间长，对于夏季洪水，中国官方称“其发生范围、影响程度和造成的损失，均为建国以来最严重的”。中国人民解放军和武警官兵和群众救灾，一些水利工程起到了分洪作用。
1998年8月26日，时任国务院副总理温家宝、国家防汛抗旱总指挥部总指挥在其《关于当前全国抗洪抢险情况的报告》中提道，“截至8月22日全国共有29个省（区、市）遭受了不同程度的洪涝灾害，受灾面积3.18亿亩，成灾面积1.96亿亩，受灾人口2.23亿人，死亡3004人（其中长江流域1320人），倒塌房屋497万间，各地估报直接经济损失1666亿元。江西、湖南、湖北、黑龙江、内蒙古、吉林等省（区）受灾最重。”
1998年10月15日，中华人民共和国民政部统计数据显示，当年夏季洪水导致全国29个省（自治区、直辖市）受灾，受灾人数达2.3亿，死亡3656人，倒塌房屋733万间，2544万公顷农作物受灾，直接经济损失2642亿元。
1999年初，中国官方公布的1998年全年因洪灾损失情况如下：
- 省、市、自治区、直辖市29个。
- 农田受灾2229.2万公顷。
- 成灾面积1378.5万公顷。
- 死亡4150人。
- 倒塌房屋685万间。
- 损坏房屋1329.9万间。
- 直接经济损失2550.9亿元人民币。

### 争议和质疑

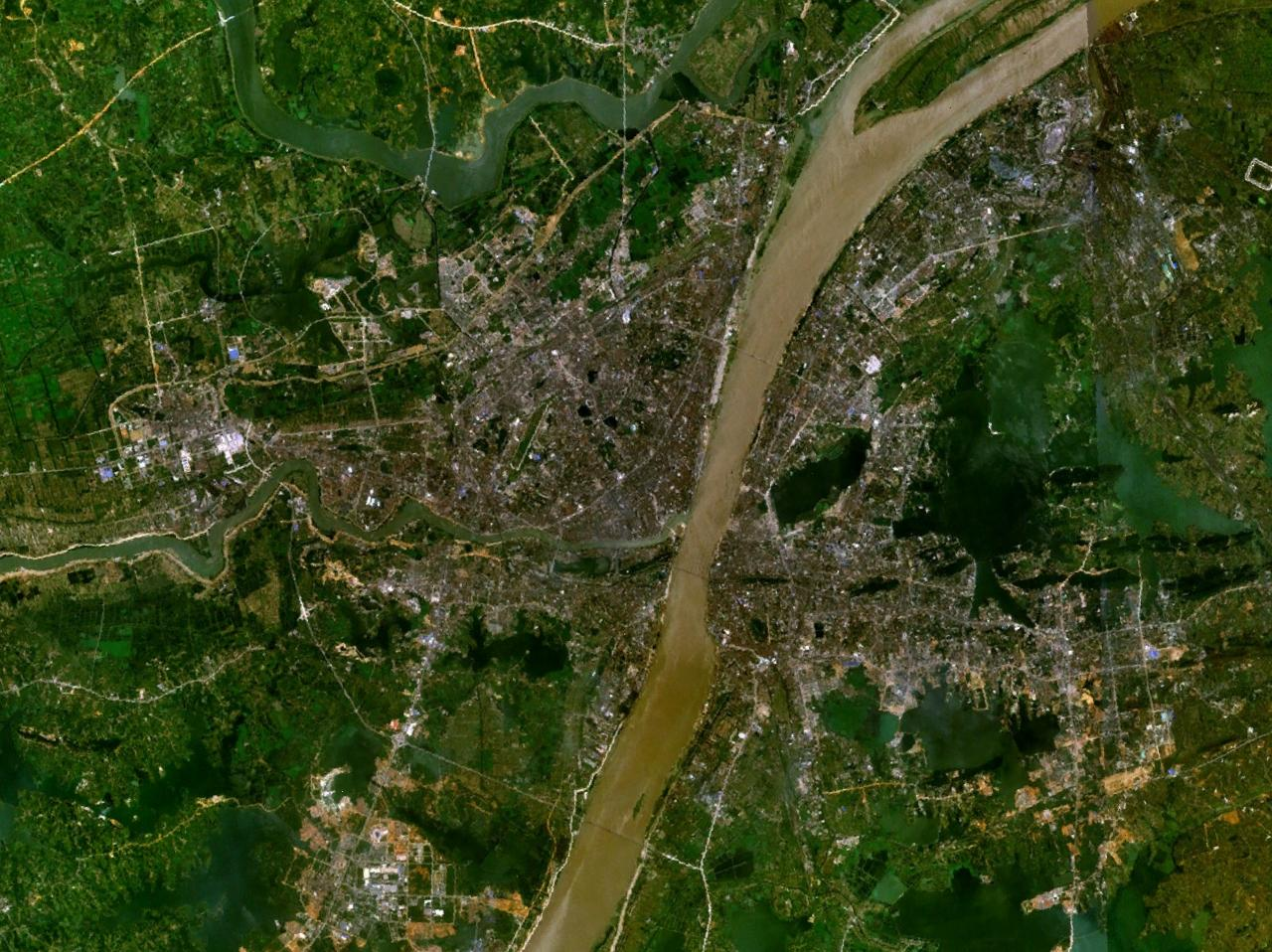
湖北武汉一带的江汉平原。洪灾期间，嘉鱼县簰洲湾江段发生溃堤，造成重大人员伤亡。

外界对中国官方公布数字的真实性以及政府的部分政策存在争议和质疑。
- 中国新闻社在报道江西省九江市江洲大堤的决口事件时，面对水面上的几十具尸体，仅说死了两人[10]。
- 湖北省公安县孟溪垸的灾民们在遇见香港《明报》记者时喊道：“电视上说这里没淹死人是假的，说我们有序地撤离是假的，说有很多人在这里抢险救灾也是假的。”另有消息称，孟溪垸决堤后，军队曾从水中打捞起一百多具尸体，另有二百多人至今未找到。[10]
- 香港《大公报》后来引述国家防汛抗旱总指挥部办公室副主任赵春林的话，称湖北省嘉鱼县决堤只造成13人死亡（其中包括5名军人），但是当地中堡村的村民高安林、张玉市则说，光他们一个村就死了二十人，此外还有十多辆军车被水冲走，满车的人无一生还[10]。 也有大陆媒体称“25名簰洲湾人遇难，19名军人牺牲”[38]。另据楚天一袅发表的文章，嘉鱼县的溃堤造成1.2万人死亡[11]。洪灾期间美国《芝加哥论坛报》报道，香港一个人权组织称，嘉鱼县的溃堤造成150名士兵和数百名村名被洪水卷走[40]。而有当地官员告诉路透社溃堤时大约有200人（包括士兵、村名、劳工以及当地领导）正在保护该堤坝，另一名官员则称该县的情况很糟，洪水威胁着大多数人的性命，且他不知道被冲走的人是生是死，也没有该县死亡人数的估计[41]。
- 澳大利亚广播公司估计，实际死亡人数可能是官方数据的十倍[10]。
- 1998年8月初，美国《芝加哥论坛报》报道，中国国家控制的媒体并没有公布伤亡人数，而是着重报道了约100万解放军士兵的救灾努力，这些士兵被调遣去灾区加固堤坝[40]。
- 1998年8月中，美国《华盛顿邮报》认为官方的统计数据存疑，且数十年前的水灾都没有确切数字，譬如1954年长江洪水的官方数字是3万余人死亡，但湖北抗汛指挥部的领导却说如果加上洪灾后的事故、饥荒和疾病，实际死亡人数“超过20万人”[12]。
- 1998年8月底，美国《纽约时报》报道，不断有指控认为欠佳的政策和官方的忽视加剧了洪水的灾情，而且政府方面也罕见承认土地的错误使用是导致洪灾的原因之一，并承诺进行政策调整[16]。

## 捐款
截至1998年8月26日，中华人民共和国民政部、中华慈善总会、中国红十字会总会共接收捐款69905万元人民币，32.1万美元（尚未结汇），同期共接收捐赠物资折款60002万元人民币（含认捐数）。

### 香港
香港在1998年洪灾捐款少於1991年華東水災（91年香港政府0.5億、民間6億，合6.5億）。香港中文大學教授王晉光回憶1998年捐款情況：「兒子興沖沖從小學放學回家，說學校為長江水災募捐，他捐了五塊錢，追問我捐了多少。五塊錢祇能買一個漢堡包，我卻不敢笑他，錢雖少，也是一點心意。這倒令我想起，1991年華東水災，香港同胞捐了好幾億；1998年是百年大災，災情明顯比當年嚴重，可善款卻少得多。為甚麼呢？報章上和電臺廣播裡，都有人提出這樣的問題：為甚麼年年水災？為甚麼一年比一年嚴重？『慶祝抗洪勝利』值得高興，還是無須慶祝抗洪勝利更值得高興？」
至於網絡謠傳香港捐款6.8億是捐款之首，其後依次為台湾1.8亿元、新加坡8000万等，此說法欠缺佐證。

### 义演
1998年8月21日晚，文化部、民政部在北京人民大会堂举办“携手筑长城”赈灾义演，8月16日至义演结束时共收到人民币10.93亿元的捐款，其中演出期间各界认捐款项4.03亿元。

## 后续措施
1998年8月5日，中华人民共和国国务院发出《关于保护森林资源、制止毁林开垦和乱占林地的通知》，要求各地立即停止一切毁林开垦行为，并切实做好退耕还林工作。

## 纪念
2009年4月23日，原中共中央总书记、国家主席、中央军委主席江泽民到杭州他曾工作过的中国联合工程公司（原机械工业部第二设计研究院）视察，在和该单位干部职工座谈时提到自己在中央的贡献：
|  | 到了北京我干了这十几年也没有什么别的，大概三件事。一个，确立了社会主义市场经济。第二个，把邓小平理论列入党章。第三个，就是‘三个代表’。如果说还有一点成绩，就是军队一律不得经商，这个对军队的命运有很大的关系。因为我后来又干了一年零八个月，等于我在部队干了15年军委主席。还有98年的抗洪也是很大的。但是这些都是次要的，我主要的就是三件事情。” |

## 相关作品
- 歌曲《风雨同舟》
- 歌曲《为了谁》
- 电影《惊涛骇浪》
- 动画《那年那兔那些事儿》第五季第六集“爱，堤坝，子弟兵”

## 延伸阅读
- 中国水利出版社《中国'98大洪水》（中华人民共和国水利部，ISBN 7-5084-0037-2）
- 三峡水库在1998年长江洪水再现时的对策及问题,李毅斌，2006年，[]